# Гудрайк, Джон
Джон Гудрайк (англ. John Goodricke; 17 сентября 1764 — 20 апреля 1786) — английский астроном-любитель, член Лондонского королевского общества.

## Биография
Джон Гудрайк, названный в честь своего деда Сэра Джона Гудрайка, родился в Гронингене, Нидерланды, большую часть жизни провёл в Англии. В раннем детстве из-за скарлатины потерял речь и слух. Получил образование в академии Томаса Брейдвуда — школе для глухих в Эдинбурге, с 1778 по 1781 год обучался в Уоррингтонской академии.
Вернувшись к родителям в Йорк, Гудрайк познакомился с Эдуардом Пиготтом — сыном Натаниэля Пиготта, владельца частной обсерватории. Эдуард заметил тягу глухого юноши к знаниям и заинтересовал Джона астрономией.
Наблюдая переменную звезду Алголь (β Персея), в 1783 году Гудрайк первым из астрономов предположил механизм изменения её блеска — затмения звезды вращающимся вокруг большим телом. В настоящее время подобные звёзды называют затменными переменными звёздами. За эту гипотезу, представленную Гудрайком в мае 1783 года Лондонскому королевскому обществу, он был награждён медалью Копли. В 1784 году открыл переменность звёзд β Лиры и δ Цефея, ставших впоследствии прототипами двух классов переменных звёзд. 16 апреля 1786 года Гудрайк был избран членом Лондонского королевского общества. Всего лишь через четыре дня Джон умер от пневмонии, не дожив и до 22 лет.
Догадка Гудрайка подтвердилась лишь в 1889 году, когда в спектре β Персея были обнаружены периодические смещения спектральных линий. В честь Гудрайка названа современная обсерватория в США — обсерватория Гудрайк-Пиготт. В 2012 году общественная организация имени Джона Гудрайка была создана в Армении группой астрономов-любителей.